# И. В. Саси
Ируппам Виду Сасидхаран (малаял. ഇരുപ്പം വീട് ശശിധരൻ; 28 марта 1948, Кожикоде, — 24 октября 2017, Ченнаи), более известный как И. В. Саси — индийский режиссёр. За свою карьеру снял около 150 фильмов, преимущественно на языке малалялам, но также на тамильском, хинди и телугу. Лауреат Filmfare Awards South и Kerala State Film Awards.

## Биография
Родился 28 марта 1948 года в Кожикоде (ныне штат Керала). Получил образование в Школе искусств Мадраса.
Свою карьеру в кино он начал как художник-постановщик в фильме Kaliyalla Kalyanam (1968) А. Б. Раджа. В начале 1970-х работал оператором. Как режиссёр дебютировал в 1975 году с фильмом Ulsavam. Спустя два года он снял первый цветной фильм на малаялам — Itha Ivide Varae, а спустя ещё два — Allauddinum Albhutha Vilakkum — один из первых южно-индийских фильмов в формате CinemaScope.
Одной из его наиболее успешных работ стал фильм Avalude Ravukal (1978), представляющий собой острый, сексуально откровенный рассказ о любви, главную роль в котором сыграла актриса Сима, на которой он женился 28 августа 1980 года. Фильм был дублирован на несколько языков и наиболее известен под названием «Её ночи». Это был также первый фильм на малаялам, получивший ограничение «только для взрослых».
В числе других его хитов Vartha или Avanazhi (1986), по-видимому, основанный на скандале со случаем, в ходе которого студента подвергли пыткам и убили в тюрьме. Также среди его работ по стилю выделяется крупнобюджетный исторический фильм Ayirathi Thollayirathi Irupathi Onnu (1988), воссоздавший знаменитое восстание мопла.
Саси снимал 7−8 фильмов ежегодно, часто опираясь на работы марксистского писателя Дамодарана, в которых герой борется с гнетущей современной реальностью. Они сотрудничали в более чем 30 проектах. Сценарии для его фильмов писали также Алеппи Ашраф и Падмараджан.
Среди ведущих актёров Саси наиболее часто работал с Маммутти, сняв с его участием 36 фильмов, в числе которых Ee Nadu (1982), Mrugaya (1989) и Inspector Balram (1991). Он первым дал Моханлалу ведущую роль, сделав его вторым героем в Ineyengillum (1983), а в дальнейшем сняв в фильмах Uyarangalil, Aalkkoottathil Thaniye (1984) и Devasuram (1993). На его счету также несколько фильмов с участием тамильского актёра Камал Хасана: Eeta (1978), Allauddinum Arputha Vilakkum (1979), Guru (1980, тамильский) и Karishma (1984, хинди). В число его болливудских проектов также входят Patita (1980) с Митхуном Чакраборти и Anokha Rishta (1986) с Раджешем Кханна.
В 1980-е годы он переключился на более эзотерическое, усреднённое кино. Годы между 1978 и 1991 можно считать зенитом его карьеры, спад которой начался в 1990-х годах.
Его последние два проекта, Balram Vs Taradas (2006) с Катриной Каиф и Vellathooval (2009) с Нитьей Менон не смогли добиться успеха в кассе.
И. В. Саси скончался в 11:15 24 октября 2017 года в больнице Сурья в Ченнаи, куда был доставлен из-за проблем с дыханием. У него остались жена и двое детей: сын Ани и дочь Ану.

## Награды
Национальная кинопремия
- 1982 — Премия Наргис Датт за лучший фильм о национальной интеграции — Aaroodam[10]

Filmfare Awards South
- 1977 — Лучшая режиссура — Itha Ivide Vare[11]
- 1978 — Лучшая режиссура — Eetta[11]
- 2015 — Премия за пожизненные достижения[12]

Kerala State Film Awards
- 1976 — Лучшая работа художника-постановщика — Anubhavam[13]
- 1984 — Второй лучший фильм — Aalkkoottathil Thaniye[14]
- 1988 — Лучший фильм с общедоступным обращением и эстетической ценностью — 1921[14]
- 1989 — Лучшая режиссура — Mrigaya[14]
- 2015 — J. C. Daniel Award[англ.][4]